# Landtagswahl in Tirol 1975
- SPÖ: 11
- ÖVP: 24
- FPÖ: 1

Die Landtagswahl in Tirol 1975 fand am 8. Juni 1975 statt. Die Österreichische Volkspartei (ÖVP) konnte dabei leichte Gewinne erzielen und gewann zu ihren bisherigen 23 Mandaten ein Mandat von der Sozialistischen Partei Österreichs (SPÖ) hinzu, die 11 Mandate erreichte. Die Freiheitliche Partei Österreichs (FPÖ) blieb nahezu unverändert und konnte ihr einziges Mandat halten. Die Kommunistische Partei Österreichs (KPÖ) verzeichnete leichte Gewinne, scheiterte aber wie bisher am Einzug in den Landtag.
1975 waren 352.748 Menschen bei der Landtagswahl stimmberechtigt, wobei dies eine Steigerung der Wahlberechtigten um 17.499 Personen bedeutete. Auch die Wahlbeteiligung war gegenüber 1975 leicht von 92,34 % auf 91,80 % gesunken.

## Gesamtergebnis
|                                         | Ergebnisse 1975  | Ergebnisse 1975  | Ergebnisse 1975  | Ergebnisse 1970 | Ergebnisse 1970 | Ergebnisse 1970 | Differenzen | Differenzen | Differenzen |  |
| --------------------------------------- | ---------------- | ---------------- | ---------------- | --------------- | --------------- | --------------- | ----------- | ----------- | ----------- |  |
| Wahlberechtigte                         | 352.748          | 352.748          | 352.748          | 326.425         | 326.425         | 326.425         | + 26.323    | + 26.323    | + 26.323    |  |
| Wahlbeteiligung                         | 91,80 %          | 91,80 %          | 91,80 %          | 92,34 %         | 92,34 %         | 92,34 %         | - 0,54 %    | - 0,54 %    | - 0,54 %    |  |
|                                         | Stimmen          | %                | Mand.            | Stimmen         | %               | Mand.           | Stimmen     | %           | Mand.       |  |
| Abgegebene Stimmen                      | 323.817          |                  |                  | 301.411         |                 |                 | + 22.406    |             |             |  |
| Ungültig                                | 6.598            | 2,04 %           |                  | 5.093           | 1,69 %          |                 | + 1.505     | + 0,35 %    |             |  |
| Gültig                                  | 317.219          | 97,96 %          |                  | 296.318         | 98,31 %         |                 | + 20.901    | - 0,35 %    |             |  |
| Partei                                  |                  |                  |                  |                 |                 |                 |             |             |             |  |
| Österreichische Volkspartei (ÖVP)       | 193.760          | 61,08 %          | 24               | 179.146         | 60,46 %         | 23              | + 14.614    | + 0,62 %    | + 1         |  |
| Sozialistische Partei Österreichs (SPÖ) | 102.781          | 32,40 %          | 11               | 99.169          | 33,47 %         | 12              | + 3.612     | - 1,07 %    | - 1         |  |
| Freiheitliche Partei Österreichs (FPÖ)  | 18.817           | 5,93 %           | 1                | 16.927          | 5,71 %          | 1               | + 1.890     | + 0,22 %    | ± 0         |  |
| Kommunistische Partei Österreichs (KPÖ) | 1.861            | 0,59 %           | 0                | 477             | 0,16 %          | 0               | + 1.384     | + 0,43 %    | ± 0         |  |
| Sonstige                                | nicht kandidiert | nicht kandidiert | nicht kandidiert | 599             | 0,20 %          | 0               | - 599       | - 0,20 %    | ± 0         |  |
| Gesamt                                  | 317.219          | 100,00 %         | 36               | 296.318         | 100,00 %        | 36              | + 20.901    |             |             |  |